# 東本願寺爆破事件
東本願寺爆破事件（ひがしほんがんじばくはじけん）は、1977年（昭和52年）11月2日に京都府京都市下京区で発生した爆弾テロ事件である。
日本の新左翼活動家である加藤三郎が起こした。

## 標的の来歴
東本願寺は、真宗大谷派の本山であり、同教団の聖地となっている。しかし真宗大谷派は当時、お東騒動と呼ばれる内部抗争を繰り返し、マスコミを賑わしていた。また同教団は北海道（加藤が言うところのアイヌモシリ）開拓に積極的に関わってきた歴史もある。
加藤は、同教団が進めてきた北海道開拓は（経済・文化両面の）侵略であり、「真宗大谷派の現状は、宗祖親鸞の教えに背き腐敗している」とし、東本願寺の爆破を決意した。加藤の実家は天理教の教会であり、教団のあり方について、特別なこだわりを持っていた。

## 事件の概要
1977年11月2日16時3分、東本願寺大師堂内で突然爆発音がし、床板や戸が爆風で飛ばされた。この時間は既に閉館時間となっていたが、大師堂内には数人の参拝客が残っており、1人が軽傷を負った。「大師堂」の由来となっている親鸞聖人木像は無傷だった。その後の調べで、消火器の破片などが見つかったり、塩素酸塩系の異臭がしたことから消火器爆弾による爆破事件と断定した。
その後、加藤は「世界赤軍日本人部隊・闇の土蜘蛛」名義の犯行声明文をマスコミに郵送した。犯行声明文には「善人面した大悪党（真宗大谷派）を反日革命戦争の火の海で焼き尽くす」旨が記されていた。

## 謝罪
加藤三郎は、刑務所服役後の2005年（平成17年）4月18日に東本願寺を訪れ、爆破を謝罪した。熊谷宗恵宗務総長もこれを受け入れ、「親鸞は『人は業縁（ごうえん）によっては何をしでかすか分からない愚かな存在だ』と述べている」といい、「自ら罪を感じ取り、親鸞の御真影の前に身と心を運んできたことは尊いことです」と語りかけた。